# Ponto
Il Ponto (in greco: Πόντος, "mare") è una regione storica che si estende nella zona nordorientale dell'Asia Minore, comprendendo all'incirca le province di Sinope, Samsun, Amasya, Tokat, Ordu, Giresun, Gümüşhane, Trebisonda, Rize e Artvin, nell'attuale Turchia.
La regione è nota per le sue montagne densamente forestate, ed è la più grande produttrice di nocciole e ciliegie del mondo; notevole anche la produzione di tè e tabacco. Fin dall'epoca greca arcaica, il Ponto è sempre stato di grande interesse politico-strategico a causa della sua posizione, che, tra il Mar Nero, rotta principale per i carichi di frumento provenienti dalle steppe dell'Europa orientale destinati all'Occidente, la ricca Mesopotamia e la Grecia, ha spesso fruttato proficui guadagni e un grande peso politico. Il territorio del Ponto corrispondeva ai territori dell'Impero di Trebisonda durante il periodo medievale.
Nell'antichità, il termine Ponto venne dato dai Greci colonizzatori della regione costiera, che chiamarono l'attuale Mar Nero Pontos Euxeinos ("Mare ospitale"), o semplicemente Pontos. Non avendo originariamente nessun nome specifico, la regione a oriente del fiume Halys venne specificata come en Pontôi, "sul Pontos [Euxeinos]", e perciò acquisì il nome di Pontos, per prima riportato nell'Anabasi di Senofonte. L'estensione della regione ha variato attraverso i periodi storici, ma generalmente si estendeva dai confini della Colchide (attuale Georgia) fin dentro la Paflagonia a ovest, con quantità variabili di territori dell'entroterra.
Molti Stati e province recanti il nome di Pontos o varianti vennero istituiti nella regione nei periodi ellenistici, romani e bizantini. Sotto il successivo governo ottomano, la popolazione di lingua greca nella regione sopravvisse relativamente intatta, preservando i suoi costumi e il dialetto greco, fino alla fine dell'insediamento greco dopo il genocidio greco del 1914-1923, la guerra greco-turca (1919-1922) e il successivo scambio di popolazioni tra Grecia e Turchia nel 1923.

## Geografia

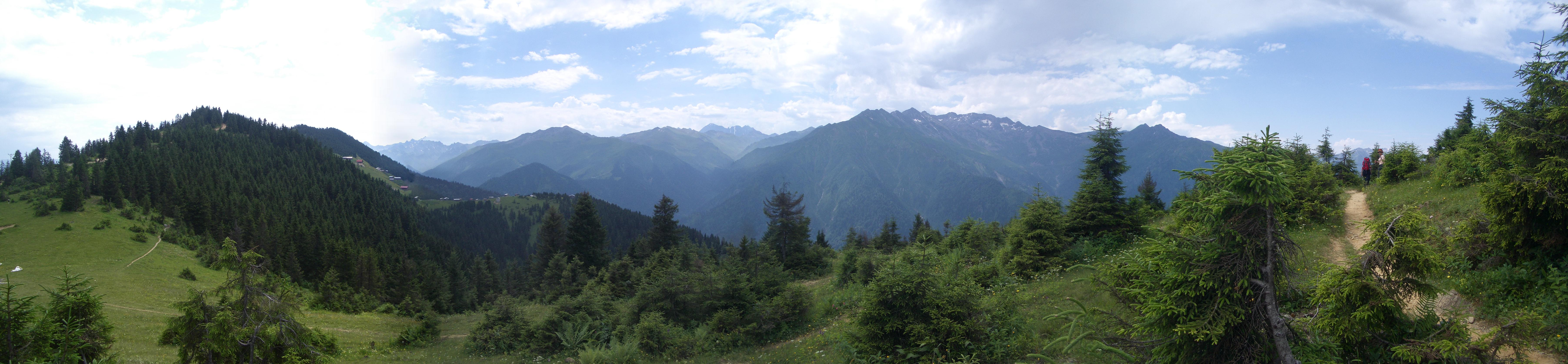
Veduta panoramica dei monti del Ponto

La regione del Mar Nero, genericamente chiamata Ponto da vari studiosi, è formata da una linea costiera ripida e rocciosa, con fiumi che scendono come cascate attraverso le gole delle catene montuose costiere. Alcuni fiumi più grandi, quelli che si riducono attraverso i Monti Pontici (Doğu Karadeniz Dağları), hanno affluenti che scorrono in ampi bacini elevati. L'accesso verso l'entroterra dalla costa viene limitato a poche strette vallate, poiché le catene montuose (con altitudini che vanno da 1.525 a 1.800 m a ovest e da 3.000 a 4.000 m a est nella catena montuosa del Kaçkar) formano quasi una muraglia ininterrotta che isola la costa dall'interno. I fianchi montani più grandi prospicienti a sud-ovest tendono a essere densamente umidi. A causa delle condizioni naturali, la costa del Mar Nero è stata storicamente isolata dall'Anatolia interna.
Il Ponto era una regione montana selvaggia e arida verso est, dove le grandi catene si appressavano all'Eusino; ma verso ovest le valli [p. 1301] bagnate dai grandi fiumi Halys e Iris, e loro tributari, come pure la terra lungo la costa, erano estremamente fertili. La parte orientale era ricca di minerali, e possedeva le celebri miniere di ferro dei Calibi.
L'area è nota per la sua fertilità. Si era ipotizzato che le ciliegie fossero state portate dal Ponto in Europa nel 72 a.C.

## Storia
Gli abitanti originari del Ponto erano chiamati genericamente Leucosiri.

### Regno del Ponto

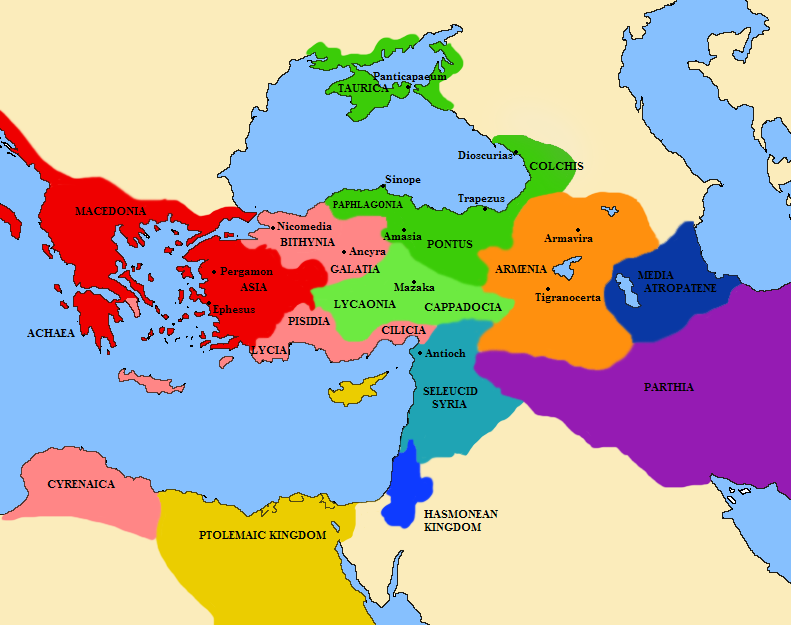
Mappa raffigurante il Medio Oriente nell'89 a.C., con il regno del Ponto, sotto Mitridate VI il Grande (in verde)

Il termine venne a essere applicato a uno Stato distinto dopo la creazione del Regno del Ponto, oltre il fiume Halys (Kızıl). In questo regno, durante il IV secolo a.C., una dinastia persiana governava la città greca di Cio (o Kios) nella Misia, con il suo primo regnante della città, noto come Ariobarzane I di Cio e l'ultimo, Mitridate II di Cio. Il figlio di Mitridate, anche lui chiamato Mitridate, sarebbe diventato Mitridate I Ctiste del Ponto ("Ctiste" sta a significare il "Fondatore").
Durante il periodo turbolento che segue la morte di Alessandro Magno, Mitridate Ctiste fu per la prima volta al servizio di Antigono, uno dei successori di Alessandro, e con successo si destreggiava durante questo periodo di disordine, dopo il 302 a.C., per creare il Regno del Ponto, governato poi dai suoi discendenti in massima parte recanti lo stesso nome, fino al 64 a.C. Così, questa dinastia persiana sopravvisse prosperando nel mondo ellenistico, mentre il grande Impero persiano era già crollato.
Poiché la parte più grande del regno si trova nell'immensa regione della Cappadocia, in tempi più arcaici estesa dai confini della Cilicia fino all'Eusino (Mar Nero), il regno complessivamente venne all'inizio chiamato "Cappadocia verso il Ponto", ma in seguito semplicemente "Ponto", essendo il nome della Cappadocia da allora in poi limitato alla metà meridionale della regione, precedentemente inclusa sotto questo titolo.
Questo regno arrivò al culmine della sua potenza sotto Mitridate VI o Mitradate Eupatore, comunemente detto il Grande, per molti anni in guerra contro i Romani. Sotto di lui, il reame del Ponto comprendeva non solo la Cappadocia Pontica, ma anche la zona costiera che va dalla frontiera della Bitinia alla Colchide, parte dell'entroterra della Paflagonia e l'Armenia Minore.

### Provincia romana

Il Regno cliente romano del Ponto (insieme alla Colchide), 50 d.C. ca.

Sottomesso questo regno da Pompeo nel 64 a.C. (del quale non molto venne a mutarsi nella struttura della vita, né per quanto riguarda le oligarchie che controllavano le città, né per la gente comune della città e dell'entroterra), il significato del nome Ponto subì un mutamento. Parte del regno venne annesso all'Impero romano, unendolo con la Bitinia nella doppia provincia chiamata Ponto e Bitinia: questa parte comprendeva soltanto la zona costiera tra Eraclea (Ereğli) e Amiso (Samsun), la ora Pontica.
D'ora innanzi il semplice nome Ponto senza ulteriore qualificazione venne impiegato regolarmente per denotare la metà di questa provincia duale, specialmente dai Romani e dal popolo che si esprimeva al modo dei Romani; esso viene così usato quasi sempre nel Nuovo Testamento. La metà orientale del regno veniva amministrata come un Regno cliente insieme alla Colchide. Il suo ultimo re fu Polemone II.
Nel 62 d.C., la regione venne istituita da Nerone come provincia romana, e divisa in tre distretti: 
- Pontus Galaticus a occidente, confinante con la Galazia;
- Pontus Polemoniacus nel centro, così chiamato dalla sua capitale Polemonium; e
- Pontus Cappadocius a oriente, confinante con la Cappadocia (Armenia Minore).

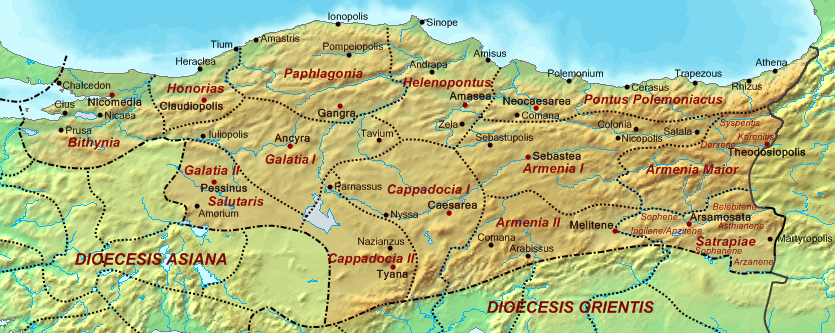
La Diocesi del Ponto e le sue province, nel 400 d.C. ca.

Con l'organizzazione del sistema provinciale sotto Diocleziano (circa 295 d.C.), i distretti pontici vennero divisi in quattro province della Dioecesis Pontica:
- Paphlagonia, in cui confluì la maggior parte dell'antica provincia del Ponto
- Diospontus, ribattezzata Helenopontus da Costantino il Grande con il nome di sua madre (Flavia Giulia Elena), contenente il resto della provincia del Ponto e il distretto adiacente, otto città in tutto (inclusa Sinope, Amiso e Zela) con Amasia come capitale
- Pontus Polemoniacus, che comprende Comana, Argyroupolis, Polemonium, Cerasus e Trapezus con Neocaesarea come capitale
- Armenia Minore, cinque città, con Sebasteia come capitale.

L'imperatore Giustiniano riorganizzò ulteriormente il sistema nel 536 d.C.:
- Pontus Polemoniacus venne dissolto, con la parte occidentale (Polemonium e Neocaesarea) aggiunta all'Helenopontus, la Comana alla nuova provincia di Armenia II, e il resto (Trapezus e Cerasus) vennero unite alla nuova provincia di Armenia I Magna
- Helenopontus guadagnò Polemonium e Neocaesarea, cedendo Zela all'Armenia II. Il governatore provinciale venne rinominato moderatore.
- Paphlagonia assorbì Honorias e venne posta sotto le dipendenze di un praetor.

Questa nuova disposizione diede luogo a sua volta al sistema bizantino dei distretti militari (themata) nel tardo VII secolo.

### Periodi bizantino e ottomano

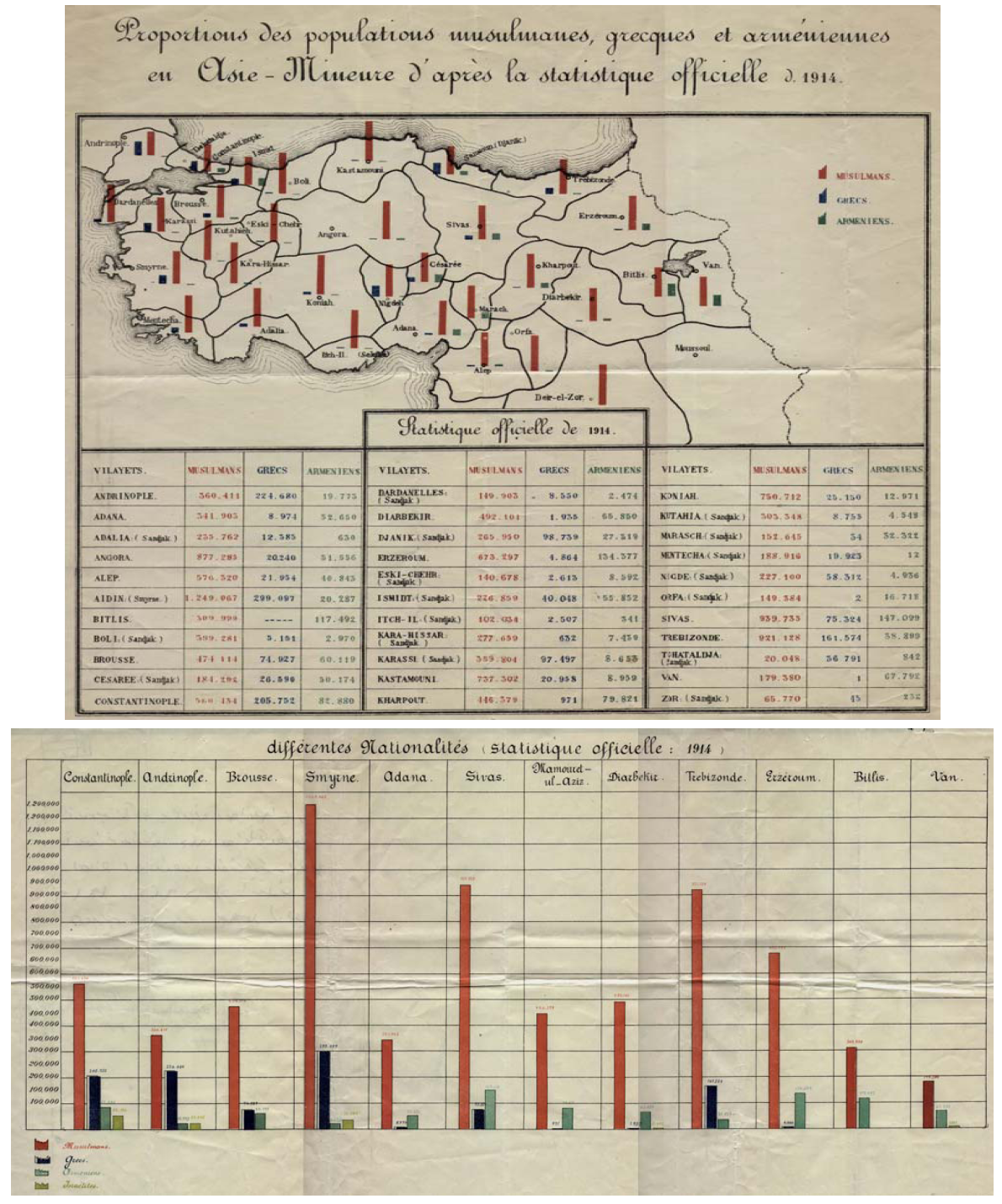
Proporzione delle nazionalità nei vilayet dell'Asia Minore ottomana secondo il censimento ottomano del 1914. Bisogna chiarire che secondo le fonti greche gli Elleni componevano la maggioranza della popolazione nell'Anatolia occidentale

Sotto l'Impero bizantino, il Ponto fece parte del Thema Armeno, con la parte più occidentale (Paphlagonia) appartenente al Thema Bucellarion. Progressivamente, questi grandi antiche circoscrizioni (themata) iniziali vennero divise in altri più piccoli, in modo che dal tardo X secolo, il Ponto venne a essere suddiviso nelle themata di Chaldia e Koloneia. Dopo l'VIII secolo, l'area ebbe un periodo di prosperità, terminando soltanto con la conquista selgiuchide dell'Asia Minore, realizzata nell'arco di tempo che va pressappoco dal 1070 al 1090. Di nuovo inclusa nell'Impero bizantino da Alessio I Comneno, la regione venne governata da governatori effettivamente semi-autonomi, come la famiglia Gabras di Trebisonda.
In seguito alla disfatta di Costantinopoli causata dalla quarta crociata nel 1204, il Ponto venne a essere istituito come uno Stato successore indipendente, l'Impero di Trebisonda, sotto la dinastia comnena. Per mezzo di una combinazione di lontananza geografica e abile diplomazia, l'impero riuscì a sopravvivere, fino alla conquista da parte degli Ottomani, nel 1461.